# Demarai Gray
Demarai Ramelle Gray (* 28. června 1996 Birmingham) je jamajský profesionální fotbalista anglického původu, který hraje na pozici křídelníka za saúdskoarabský klub Al Ettifaq FC a za jamajský národní tým.

## Klubová kariéra
Je odchovancem Birminghamu City. Hraje na levém či pravém křídle. V sezóně 2015/16 získal s Leicesterem City premiérový titul klubu v anglické nejvyšší lize.

## Reprezentační kariéra
Demarai Gray hrál v anglických mládežnických výběrech U18 až U21.